# Драчићи
Драчићи (Драчић) су насељено мјесто у општини Какањ, Федерација Босне и Херцеговине, БиХ.

## Историја
Године 1993. село је до темеља срушено и спаљено, укљујући све куће и помоћне објекте, иако није било ратних дејстава на овом подручју. Посебно је на вандалски начин уништено сеоско гробље старо колико и село само.
Прије паљења и рушења, кога су извели муслимани из околних села Општина Какањ и Зеница, становништво је непрекидно провоцирано, заплашивано, а онда и директно прогоњено. Сусједна српска села (Суботиње, Понијево, Конџила, Бијела Њива, Данца, Коса) су доживјела сличну судбину. Ова група српских села налазила се у рејону кога окружују далеко насељенија муслиманска села (Арнаути, Бризник, Пуховац, Мулићи, Сливањ, Дубово брдо, Кучићи, Рибница, Бијеле воде).

## Привреда
Становништво се углавном бавило пољопривредом, сточарством и ратарством, а извјестан број је радио и у друштвеним предузећима (Рудник „Какањ“, Жељезара „Зеница“, Жељезница, Шумско предузеце „Рибница“).

## Становништво
Прије распада Југославије, насеље је бројало 13 домаћинстава која су живјела у 12 кућа. Становништво Драчића је било искључиво православно, српске националности. У току и по завршетку рата, становништво Драчића, спашавајући се, избјегло је у Републику Српску, Шведску, Данску, Француску, Њемачку, Канаду, Сједињене Америчке Државе и Аустралију. До данас, нико се од прогнаног становништва није вратио у Драчић, јер не постоје ни елементарни услови за повратак.
| Националност       | 1991. | 1981. | 1971. | 1961. |
| Срби               | 33    | 53    | 70    | 66    |
| остали и непознато |       |       |       |       |
| Укупно             | 33    | 53    | 70    | 66    |

| Демографија | Демографија | Демографија |
| Година      | Становника  | Становника  |
| ----------- | ----------- | ----------- |
| 1961.       | 66          |             |
| 1971.       | 70          |             |
| 1981.       | 53          |             |
| 1991.       | 33          |             |

### Презимена
У Драчићу су до 1993. живјеле српске породице: Трбић, Крчар, Јањушић, Дражић, Пантић, Цвијетић и Купрешак.